# Chloraspilates arizonaria
Chloraspilates arizonaria là một loài bướm đêm trong họ Geometridae.